# Xmas Xpress
Xmas Xpress ist eine deutsche Fernsehserie, die zwischen 2004 und 2005 produziert wurde. Die Rahmenhandlung wurde als Puppenfilm umgesetzt, aber einige Szenen sind auch als Zeichentrick dargestellt.

## Handlung
Die Elche Ole und Skip betreiben in der Nähe des Nordpols einen Weihnachts-Kurierdienst mit dem Namen Xmas-Xpress. Ole ist dabei der etwas schwerere und langsamere Elch mit einem guten Herz und Sinn für die Wahrheit, während Skip der magere und hibbeligere Typ mit einem offenen Mundwerk ist. Dabei wird in jeder Folge auf die Abenteuer der beiden bei der Lieferung in einen bestimmten Land eingegangen.

## Produktion und Veröffentlichung
Die Serie wurde von 2004 bis 2005 in Deutschland für den KIKA produziert. Dabei sind 2 Staffeln mit jeweils 13 Folgen und einer durchschnittlichen Länge von 5 Minuten entstanden.
Die deutsche Erstausstrahlung fand am 14. Dezember 2004 auf KIKA statt. Weitere Ausstrahlungen erfolgten ebenfalls auf  ARD-alpha.
Die Serie wurde unter anderem auch auf Englisch synchronisiert. Regie führten Jörg Daiber, Markus Wende und Ingo Panke. Produziert wurde die Serie von Rolf Ernst.

## Episodenliste

### Staffel 1
| Nr. | Titel        | Erstausstrahlung  |
| 1   | Australien   | 14. Dezember 2004 |
| 2   | Griechenland | 15. Dezember 2004 |
| 3   | Russland     | 16. Dezember 2004 |
| 4   | England      | 17. Dezember 2004 |
| 5   | Timbuktu     | 18. Dezember 2004 |
| 6   | USA          | 19. Dezember 2004 |
| 7   | Italien      | 20. Dezember 2004 |
| 8   | Kenia        | 21. Dezember 2004 |
| 9   | Polen        | 22. Dezember 2004 |
| 10  | Finnland     | 23. Dezember 2004 |
| 11  | Spanien      | 24. Dezember 2004 |
| 12  | Japan        | 16. Dezember 2005 |
| 13  | Indien       | 19. Dezember 2005 |

### Staffel 2
| Nr. | Titel       | Erstausstrahlung  |
| 14  | Brasilien   | 14. November 2005 |
| 15  | China       | 15. November 2005 |
| 16  | Estland     | 16. November 2004 |
| 17  | Frankreich  | 17. November 2005 |
| 18  | Grönland    | 18. November 2005 |
| 19  | Island      | 21. November 2005 |
| 20  | Mars        | 22. November 2005 |
| 21  | Mexiko      | 23. November 2005 |
| 22  | Niederlande | 24. November 2005 |
| 23  | Norwegen    | 25. November 2005 |
| 24  | Schweden    | 28. November 2005 |
| 25  | Südafrika   | 29. November 2005 |
| 26  | Ungarn      | 30. November 2005 |